# 壯體麗脂鯉
壯體麗脂鯉，為輻鰭魚綱脂鯉目脂鯉亞目脂鯉科的其中一個種，為熱帶淡水魚，分布於南美洲法屬圭亞那淡水流域，體長可達15公分，棲息在水流湍急、沙泥底質的溪流，生活習性不明。

## 扩展阅读
- 維基物種上的相關：壯體麗脂鯉